# Конов, Алексей
Алексей Конов (род. 3 марта 1938, Московская область) — советский легкоатлет, специалист по бегу на длинные дистанции, кроссу и стипльчезу. Выступал за сборную СССР по лёгкой атлетике в начале 1960-х годов, обладатель серебряной медали кросса Юманите, победитель и призёр первенств всесоюзного значения, участник летних Олимпийских игр в Риме. Представлял Ереван и спортивное общество «Буревестник». Мастер спорта СССР.

## Биография
Алексей Конов родился 3 марта 1938 года в Московской области.
Занимался лёгкой атлетикой в Ереване, состоял в добровольном спортивном обществе «Буревестник».
Впервые заявил о себе на всесоюзном уровне в сезоне 1960 года, когда на чемпионате СССР в Москве выиграл бронзовую медаль в беге на 3000 метров с препятствиями. Благодаря этому успешному выступлению удостоился права защищать честь страны на летних Олимпийских играх в Риме — в финале стипльчеза с результатом 9:18.23 финишировал восьмым.
В 1961 году одержал победу в беге на 3000 метров с препятствиями на чемпионате СССР в Тбилиси, был лучшим в дисциплине 5 км на лично-командном чемпионате СССР по кроссу в Мукачево.
В 1962 году стал серебряным призёром на чемпионате СССР по кроссу в Мукачево и на кроссе Юманите во Франции — в обоих случаях уступил своему соотечественнику Леониду Иванову. Помимо этого, на чемпионате СССР в Москве получил серебро и золото в дисциплинах 5000 и 3000 метров с препятствиями соответственно. Занял второе место на дистанции 5000 метров на VIII Всемирном фестивале молодёжи и студентов в Хельсинки. В стипльчезе был восьмым на чемпионате Европы в Белграде.
В 1963 году выиграл 5-километровый забег на кроссовом чемпионате СССР в Мукачево, занял шестое место на кроссе Юманите.
В 1967 году с результатом 1:34:05 выиграл 30-километровый пробег «Пушкин — Ленинград».